# Col du Bac
Der Col du Bac ist ein 624 Meter hoher Gebirgspass im Département Aude. Über die D620 verbindet er Chalabre im Westen mit Limoux im Osten.

## Streckenführung
Die Westauffahrt führt von Chalabre über 5,6 Kilometer auf die Passhöhe. Im unteren Teil steigt die Straße bis Montjardin nur gering an, ehe ein zweieinhalb Kilometer langer Abschnitt folgt, bei dem die durchschnittliche Steigung über 6 % liegt. Auf dem letzten Kilometer flacht die Straße erneut ab und führt zum höchsten Punkt. Insgesamt liegt die Durchschnittsteigung der Westseite bei 4,4 %.
Die Ostauffahrt von Limoux ist deutlich länger und führt über den Col de Valette (oder Col de l’Espinas) nach Saint-Benoît, wo der Anstieg nach einer kurzen Abfahrt beginnt. Auf diesen letzten drei Kilometern liegt die durchschnittliche Steigung bei rund 5 %.

## Radsport
Der Col du Bac schien erstmals im Jahr 2002 im Programm der Tour de France unter dem Namen Col de Saint-Benoît auf. Damals passierte Laurent Jalabert auf der 13. Etappe von Lavelanet nach Béziers als erster den Anstieg der 3. Kategorie. Bei der Tour de France 2021 wurde der Anstieg erneut absolviert, wobei erstmals die Westauffahrt über Saint-Benoît genutzt wurde.
Im Jahr 2022 kehrt die Frankreich-Rundfahrt auf der 16. Etappe zu dem Anstieg zurück, wobei er nur als Gegensteigung nach dem Col de l’Espinas (543 m) absolviert wird und mit keiner Bergwertung klassifiziert ist.
| Jahr | Etappe     | Fahrer            |
| ---- | ---------- | ----------------- |
| 2002 | 13. Etappe | Laurent Jalabert  |
| 2021 | 14. Etappe | Kristian Sbaragli |